# CASPAR
Il progetto dell'Unione europea "Conservazione, accesso e ricerca del sapere culturale, 
artistico e scientifico" (CASPAR - acronimo di Cultural, Artistic, and Scientific knowledge for Preservation, Access and Retrieval), che nel 2006 ha ricevuto finanziamenti per 8,8 milioni di euro, mira allo sviluppo di una infrastruttura per la conservazione dei contenuti digitali basata su standard già esistenti o in corso di affermazione. Uno degli obiettivi del progetto è quello di estendere e validare lo standard OAIS (OAIS è acronimo di Open Archival Information System, standard ISO:14721:2003).